# Shōko Kawasaki
Pour les articles homonymes, voir Shoko (homonymie).
Shōko Kawasaki (川崎 小虎, Kawasaki Shōko) est un peintre japonais des XIXe et XXe siècles, né en 1886 à Gifu, mort en 1977 à Tokyo.

## Biographie
Shōko Kawasaki est un peintre de paysages animés, fils d'une famille d'artistes et de lettrés. En 1905, il entre à l'École des beaux-arts de Tokyo, où il a Foujita comme camarade de promotion. Il participe aux Salons officiels de l'État et de l'Éducation Nationale, dont il est nommé membre du jury en 1927. En 1929, il participe aussi à l'Exposition d'Art Japonais du Musée du jeu de paume à Paris. En 1934, il est nommé professeur à l'École des beaux-arts de Tokyo. En 1940, il envoie à l'Exposition Universelle de New York : La vie du marais. En 1961, il reçoit le Prix du Geijutsuin. De 1968 à 1973, il expose à Tokyo, à Nogoya et Osaka. En 1974, pour son 88e anniversaire, il lui est organisée une grande exposition à Tokyo, pendant laquelle il meurt d'un pneumonie. En 1978, a lieu une exposition rétrospective posthume au Musée d'art Yamatane.
Il bénéficie de plusieurs achats de l'État : Paysage désert —  Un écureuil dans le bois d'automne. Les titres de ses œuvres indiquent qu'elles expriment son sens de la nature.